# 밀양경찰서
밀양경찰서(密陽警察署, Miryang Police Station)는 경상남도경찰청이 관할하는 경찰서 중 하나이다. 경상남도 밀양시 일대를 관할한다. 경상남도 밀양시 상남면 밀양대로 1545에 위치하고 있다.
서장은 총경으로 보한다.

## 기본 정보
- 주소: 경상남도 밀양시 상남면 밀양대로 1545
- 우편번호: 627-705

## 관할 파출소 및 지구대
밀양경찰서는 10개의 파출소를 산하에 두고 있다.
| 명칭         | 사진 | 주소                   | 관할구역                      | 치안센터     |
| ------------ | ---- | ---------------------- | ----------------------------- | ------------ |
| 중앙파출소   |      | 밀양대로 1879          | 내일동, 내이동, 교동          |              |
| 역전파출소   |      | 중앙로 65              | 가곡동, 삼문동, 삼랑진읍 일부 |              |
| 상남파출소   |      | 상남면 밀양대로 1495   | 상남면                        |              |
| 삼랑진파출소 |      | 삼랑진읍 천태로 70-2   | 삼랑진읍 일부                 |              |
| 하남파출소   |      | 하남읍 수산중앙로 41-1 | 하남읍, 초동면                | 초동치안센터 |
| 무안파출소   |      | 무안면 사명로 543      | 무안면, 청도면                | 청도치안센터 |
| 부북파출소   |      | 부북면 부북로 43       | 부북면                        |              |
| 산외파출소   |      | 산외면 산외로 429      | 활성1·2동, 산외면, 상동면     | 상동치안센터 |
| 산내파출소   |      | 산내면 산내로 323-1    | 산내면                        |              |
| 단장파출소   |      | 단장면 표충로 356      | 단장면                        |              |

## 사건사고
- 밀양 여중생 집단 성폭행 사건

## 같이 보기
- 경상남도지방경찰청